# Puerto seco de Recreo
El Puerto seco de Recreo se trata de un proyecto de crear un centro logístico de tipo "puerto seco" en la ciudad de Recreo, en el extremo sudeste de la provincia de Catamarca, Argentina, con el objetivo de transportar mercancías y productos provenientes del noroeste del país hacia Recreo y desde allí llevarlas por vía férrea hacia el puerto de Rosario, en la provincia de Santa Fe, y viceversa, todo esto con el objetivo de disminuir los costos de transporte.

## Ventajas
Recreo se encuentra en un punto geográfico en el que cuatro capitales del noroeste se encuentran a menos de 300 km: San Fernando del Valle de Catamarca, 206km; Santiago del Estero, 215km; La Rioja, 220km; y Tucumán, 290km. Esto vuelve a la ciudad un lugar propicio para concentrar todos los productos exportados por estas provincias y luego enviarlos por ferrocarril al puerto de Rosario. 

## Historia
En 1875 se construyó la estación de trenes de Recreo, que conectaba la provincia de Córdoba con el noroeste argentino. Durante el siglo XX se construyeron, asfaltaron y acondicionaron carreteras que unían la ciudad con las capitales provinciales. 
Durante la segunda mitad del siglo XX se comenzó a pensar en la posibilidad de desarrollar un "puerto seco" en la zona y la idea tomó mayor interés a partir de 2014, cuando se comenzó a buscar el terreno apropiado para su construcción y financiamiento por parte del gobierno y empresas locales, aunque todo esta gestión se encuentra momentáneamente estancada.